# Menegites nivea
Menegites nivea är en fjärilsart som beskrevs av Sergius G. Kiriakoff 1954. Menegites nivea ingår i släktet Menegites och familjen björnspinnare. Inga underarter finns listade i Catalogue of Life.